# قصر بابوريزا

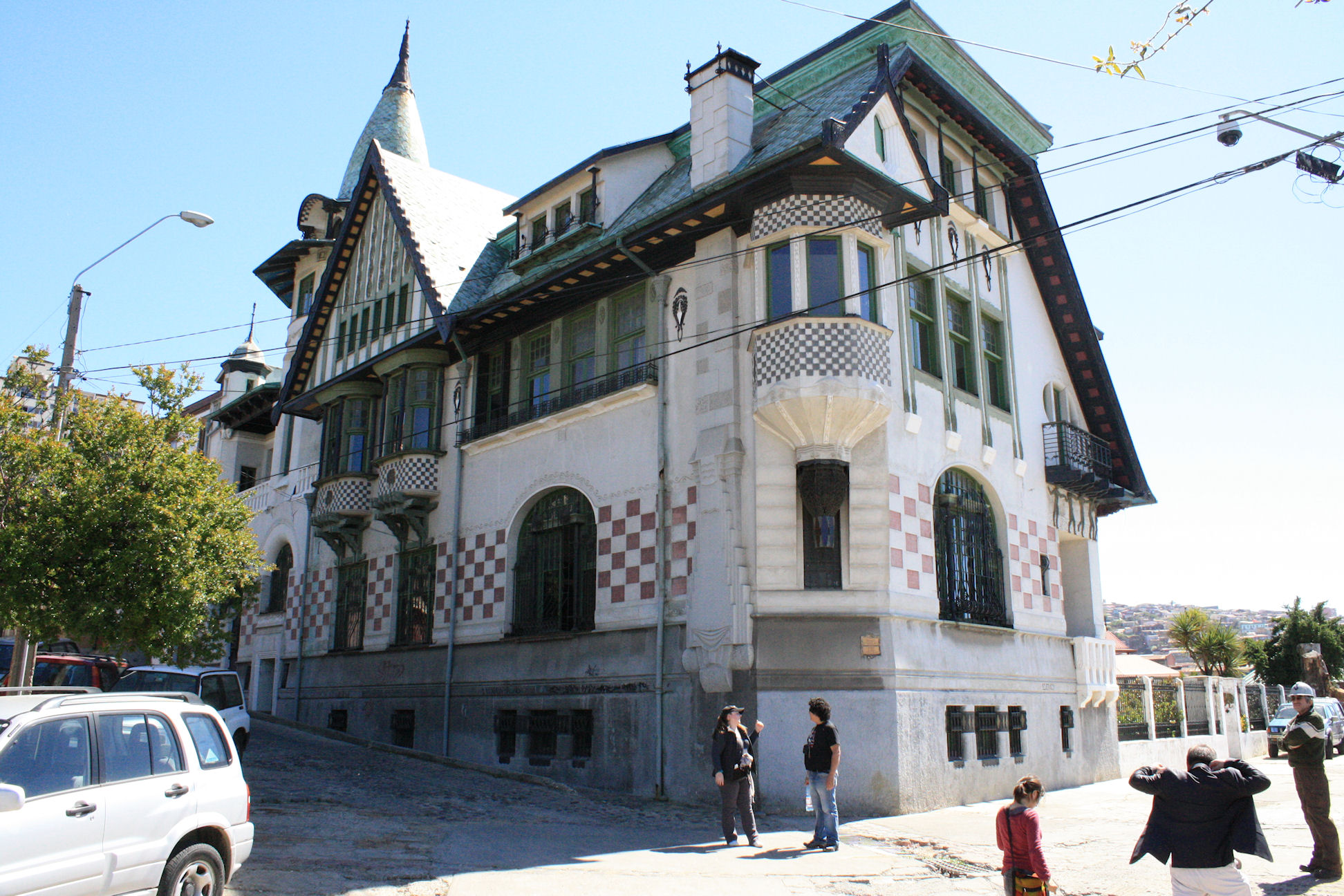
قصر بابوريزا في فالبارايسو

قصر بابوريزا هو المقر السابق لرجل الأعمال الكرواتي باسكوال بابوريزا، ويقع في مدينة فالبارايسو، تشيلي. تم بناؤه في عام 1916 من قبل مهندسين معماريين إيطاليين، وتحول في النهاية إلى متحف في عام 1971، وأعلن نصبًا تاريخيًا في عام 1976.

## التاريخ
تم بناء القصر بطلب من إحدى العائلات الأكثر أهمية في فاليارايسو، وهي عائلة زانيلي. تم شراؤه في عام 1925 من قبل باسكوال بابوريزا، وهو مستثمر متميز في مناجم الملح الصخري، والذي تمكن من الحصول على ثروة ضخمة في تشيلي، وكانت مكرسة إلى حد كبير للأعمال الخيرية.
في عام 1971 ، تم شراء القصر من قبل حكومة فالبارايسو المحلية لاستخدامه كمتحف ومدرسة للفنون الجميلة. اليوم تجمع مجموعة مهمة من الأعمال ورثها باسكوال بابوريزا من مجموعة من رسامين مهمين ومنهم، يوهان موريتز روجينداس، ألفريدو فالينزويلا بويلما، ألفريدو هيلسبي، وكارلوس الفاريز.
تم إغلاق المتحف للتجديدات في عام 1997 وأعيد افتتاحه في عام 2011. المبنى عبارة عن قصر على طراز فن الآرت نوفو مع تفاصيل رائعة في الأعمال الخشبية والحديد المطاوع والبرج المركزي.

## هندسة معمارية
القصر يجمع بين أسلوب عناصر فن الآرت نوفو الواضحة في واجهته، وبين مجموعة متنوعة من العناصر الزخرفية مثل الأبراج والأعمدة. ويظهر نمط التصميم من خلال وحداته الحجمية التي توفرها الشرفات والنوافذ المقوسة والتراسات والسندرات.
في الداخل يبرز الباب الخشبي المنحوت المغطى بالنحاس. تحتوي غرفة الطعام على مدفأة فريدة من نوعها على طراز عصر النهضة مبنية على الرخام ومزينة بميداليات وضفائر منقوشة وفوقها نسيج من الكتان الفاخر من القرن الثامن عشر.

## روابط خارجية
- الموقع الرسمي